# موضة الإدارة
موضة الإدارة هو مصطلح يستخدم لوصف التغييرات في الفلسفة أو العمليات المطبقة بواسطة شركة أو مؤسسة.
وهذا المصطلح ليس موضوعيًا وعادةً ما يتم استخدامه بقصد الانتقاص من قدر الشيء، حيث يشير إلى تطبيق هذا التغيير (عادة من قبل الإدارة على موظفيها بمساهمة قليلة أو بدون أية مساهمة منهم)، فقط لأنها (في هذا الوقت) «شائعة» ضمن الأوساط الإدارية، ولا يُشترَط أن يكون لهذا التغيير أية ضرورةٍ لتغيير المؤسسة. ويوضح المصطلح أيضًا أنه ما أن تصبح الفلسفة المعنية غير «شائعة»، سيتم استبدالها بالفكرة الجديدة «الشائعة» بنفس الطريقة ولنفس السبب كما حدث مع سابقتها.
و طالب العديد من الكُتّاب بوجوب خضوع الأفكار الجديدة في عالم الإدارة إلى تحليلٍ نقديّ أوسع، بالإضافة إلى الحاجة لأن يتمتع المديرون بوعي مفهوميّ أعمق نحو للأفكار الجديدة ويعتقد الكاتبان ليونارد جيه بونزي ومايكل كوينغ أنَّ أحد الأساليب الأساسية للتعرف على ما إذا كانت الفكرة الجديدة مجرد «موضة إدارة» أم لا تتبلور في عدد المقالات التي تم نشرها عن هذه الفكرة وتوقيتها. ويوضح ليونارد جيه بونزي، ومايكل كوينغ في بحثهم، أنه ما إن تتم مناقشة الفكرة وتداولها في فترة تتراوح بين 3 إلى 5 سنوات فإن تناقص عدد المقالات التي تتحدث عن هذه الفكرة بشكلٍ كبيرٍ وحادٍ في سنةٍ ما (بطريقة مشابهة للجانب الأيمن من منحنى جرس)، فهذا يعني أنَّ هذه الفكرة ما هي إلا مجرد «موضة إدارة»

## السمات المشتركة
عادةً ما تتميز موضة الإدارة بالتالي:
- استخدام مصطلحات تقنية جديدة للعمليات التجارية القائمة.
- ظهور استشاريين خارجيين متخصصين في تطبيق الموضة الإدارية الجديدة.
- أنْ تقوم مؤسسة خارجية بالقيام بعملية التوثيق أو التقييم مقابل رسم مالي.
- تعديل المسمى الوظيفي للموظفين الموجودين لتضمين مراجع للموضة.
- ادعاء حدوث تحسن في العمل يمكن قياسه عبر وحدة قياس تم تحديدها وفقًا للموضة نفسها.
- يحصل أحد الأفراد أو الأقسام الداخلية الراعية على نفوذ نتيجة تنفيذ هذه الموضة.
- استخدام كلمات كبيرة وعبارات معقدة.

## أمثلة
تظهر النظريات والممارسات التالية في قائمة أشكال ومناهج الإدارة التي أعدها أدريان فورنهام، وقام بترتيبها ترتيبًا زمنيًا وفقًا لتاريخ ظهورها من خمسينيات القرن العشرين وحتى التسعينيات:
- الإدارة بالأهداف
- إدارة المصفوفة
- النظرية Z
- إدارة الدقيقة الواحدة
- الإدارة بالتجوال
- إدارة الجودة الشاملة
- عملية إعادة هندسة الأعمال
- القضاء على الهيكلية
- التمكين
- التقييم بنظام 360 درجة
- إعادة هندسة
- فريق العمل

وتتضمن النظريات والممارسات الأخرى التي صنفها بعض الملاحظين كموضة إدارية ما يلي:
- نظام ديمنغ
- ثورة خدمة العملاء
- إدارة المعرفة [4]
- ستة سيغما
- أيزو 9000
- أفضل الممارسات
- الكلمات الخمسة التي تبدأ بحرف S (منهجية)
- كايزن
- تكامل نموذج نضج القدرة
- حلقات الإدارة

## كتابات ذات صلة
- Crainer, Stuart and Des Dearlove, “Whatever Happened to Yesterday's Bright Ideas?,” Across the Board, Vol. 43, No. 3, May/June 2006, pp. 34–40.
- Malone, Michael S., “A Way Too Short History of Fads,” فوربس, Vol. 159, No. 7, April 7, 1997 (ASAP supplement).
- Paul, Annie Murphy, “I Feel Your Pain,” Forbes, Vol. 174, No. 13, Dec. 27, 2004, p. 38.
- Strang, David and Michael W. Macy, "In Search of Excellence: Fads, Success Stories, and Adaptive Emulation," American Journal of Sociology, July 2001, Vol. 107, No. 1, pp. 147–182.
- Ken Hakuta (1988). How to Create Your Own Fad and Make a Million Dollars. HarperCollins Publishers. ISBN:978-0-688-07601-6.
- David V. Collins (2000). Management Fads and Buzzwords: Critical-Practical Perspectives. Routledge. ISBN:978-0-415-20640-2.

لقراءة المزيد من الدراسات النقدية عن الممارسات الجديدة في الإدارة والتي تصنف على أنها موضة إدارية، اطلع على
- Collins, David, "The Branding of Management Knowledge: Rethinking Management 'Fads’," Journal of Organizational Change Management, 2003, Vol. 16, No. 2, pp. 186-204.
- Collins, David, "The Fad Motif in Management Scholarship," Employee Relations, Vol. 23, No. 1, Feb. 2001, pp. 26–37.

للمقالات ذات القوائم اطلع على:
- The 8 Stupidest Management Fads of All Time, CBS Money